# برج الحمراء (ألانيا)
بُرج الحمراء (بالتركية: Kızıl kule) بُرج تاريخي في مدينة ألانيا التُركية، وهو عمل سلجوقي يعود إلى القرن الثالث عشر. تم بناؤه عام 1226 في عهد السُلطان السلجوقي علاء الدين كيقباد الأول، من قبل الباني الحلبي أبو علي رحا الكتاني، الذي بنى قلعة سينوب أيضاً. يُعتبر المبنى رمزًا للمدينة، ويُستخدم على علم المدينة.

## التاريخ

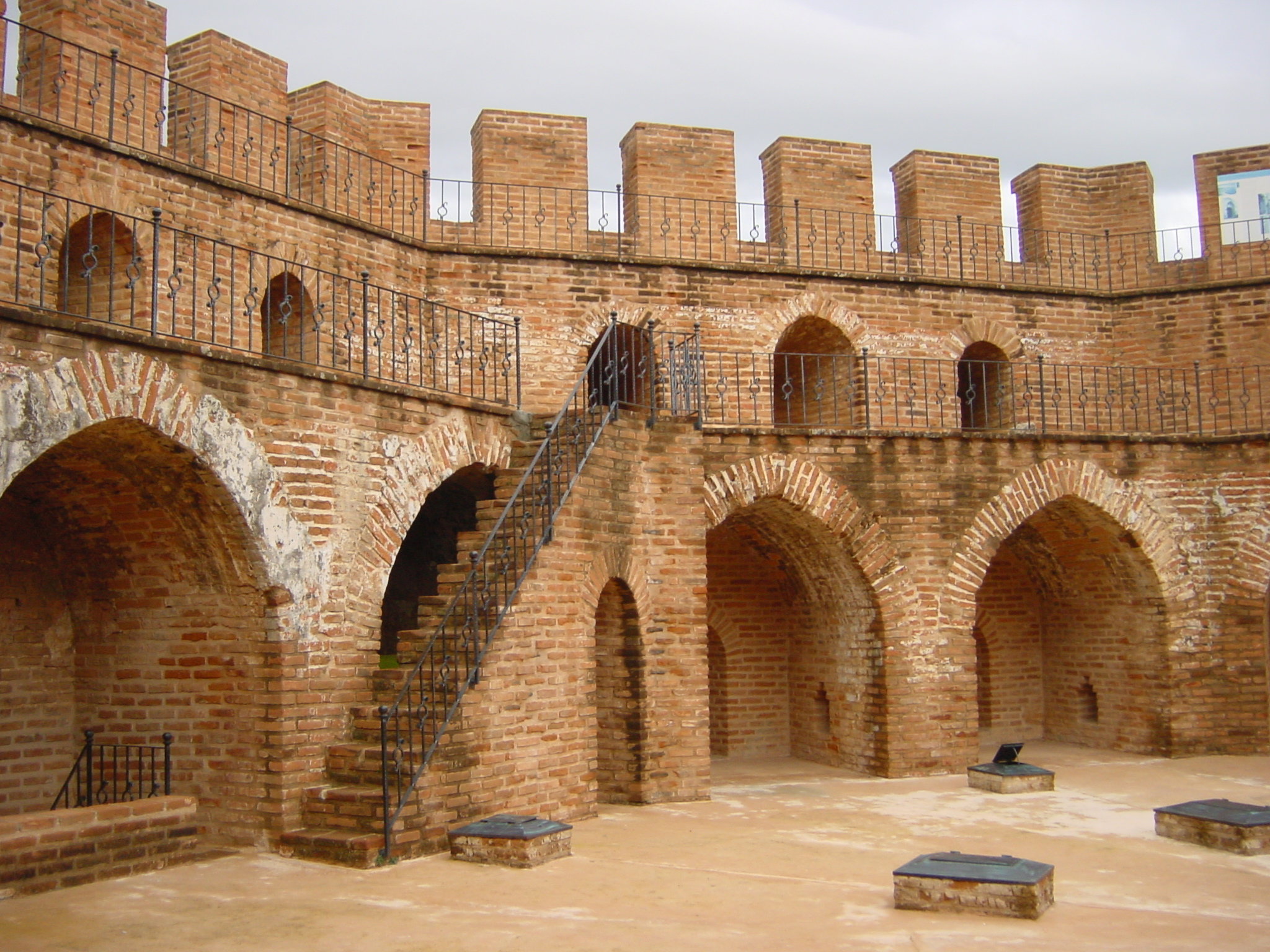
منظر داخلي.

بدأ تشييد المبنى في أوائل عهد السلطان السلجوقي الأناضولي علاء الدين كيقباد الأول واُكتمل في عام 1226. أحضر السلطان المُهندس المعماري البارع أبو علي رحا الكتاني من حلب، إلى ألانيا لإكمال البناء. يحمي البرج القرميد الأحمر مُثمن الأضلاع ترسان (حوض بناء السفن) ويعود تاريخه إلى عام 1221.
الأسم مُشتق من الطوب الأحمر الذي استخدمه في بنائه. المبنى نفسه 33 متر (108 قدم) ارتفاعاً و 12.5 متر (41 قدم). ولا يزال أحد أفضل الأمثلة على العمارة العسكرية في العصور الوسطى، وهو أفضل مبنى سلجوقي تم الحفاظ عليه في المدينة. مثل العديد من المباني في المدينة، يرفع البرج علم تركيا من زينة الشُرفة.
تم بناء البرج لحماية الميناء وأحواض بناء السفن من الهجمات البحرية، وقد تم استخدامه لأغراض عسكرية لعدة قرون. تم افتتاح البرج، الذي تم إصلاحه في الخمسينيات من القرن الماضي، للزوار في عام 1979 وتم تحويل الطابق الأول إلى مُتحف ألانيا الإثنوغرافي. إلى جانب تزويد الزائرين بتاريخ البرج والمدينة، يولي المُتحف اهتمامًا لشعارات النبالة، ولا سيما النسر السلجوقي مزدوج الرأس والمُستخدم على علم المدينة.
كان يصور البُرج على للعُملة التركية (الوجه والعكس) لـ 250،000 ليرة تركية في الفترة من 1992 إلى 2005.

## أُنظر أيضاً
- قلعة ألانيا

## روابط خارجية
- جولة برج الحمراء 360 نسخة محفوظة 3 مارس 2016 على موقع واي باك مشين.